# Odens flisor

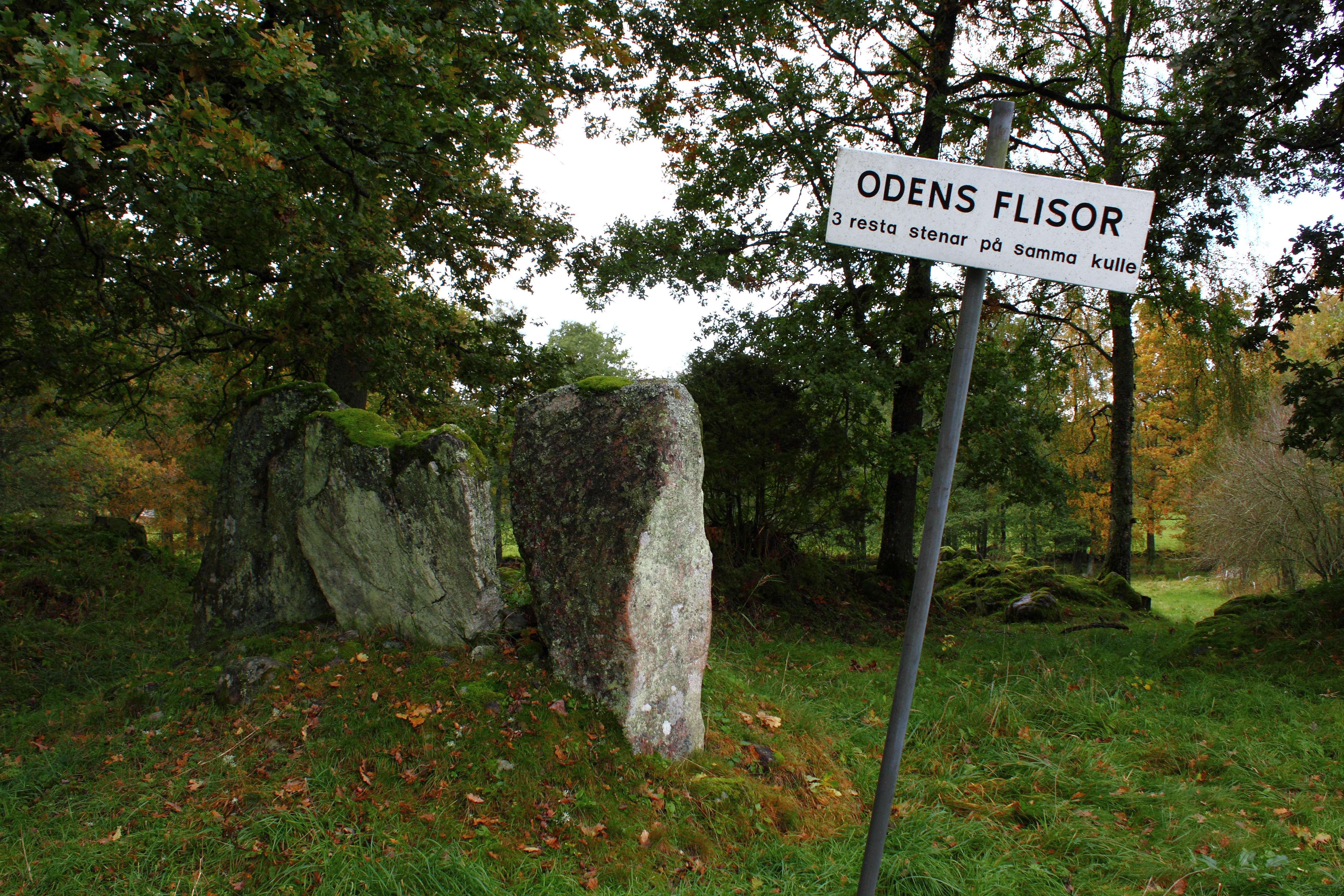
Odens flisor i Jällby

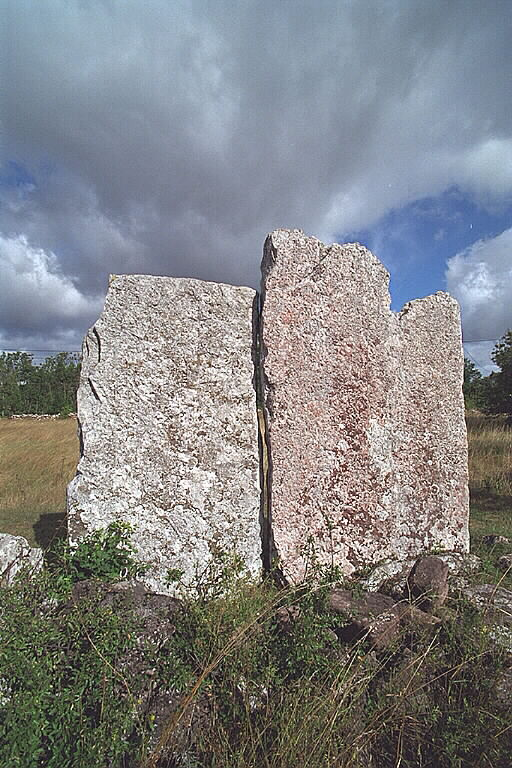
Odens flisor, Borgholm.

Odens flisor är ett fornminne som återfinns på flera platser i Sverige, bland annat i Hudene och Jällby i Herrljunga kommun i Västergötland och Odens flisor i Högsrums socken (eller egentligen utmark till Gärdslösa socken) på Öland. Odens flisor kännetecknas ofta av tre resta stenar. Stenarna i Hudene är cirka 2,5 m höga medan stenarna i Jällby mäter runt 2m. Då Odens flisor i Jällby är omgivet av ytterligare fornminnen, som enligt uppgift är uppförda på järnåldern, är troligen detta fornminne uppfört under samma tid. Odens flisor i Högsrum ska också, enligt Länsstyrelsen för Kalmar län, vara från järnåldern. 
Varför människor lät uppföra Odens flisor är oklart. Lokalhistorikern Folke Svensson menar att de tre resta stenarna skulle kunna symbolisera de tre högsta asagudarna, Oden, Tor och Frej. Om så skulle vara fallet är det tänkbart att Odens flisor uppfördes som en offerplats och/eller en plats för rituella ceremonier. Det finns också teorier där var och en av stenarna symboliserade en stupad kung. En myt om hur namnet Odens flisor kom till handlar om Oden som gärna använde stenarna/flisorna som rastplats för sin häst Sleipner. 

## Koordinater
- Odens flisor Hudene: 58°3′14″N 13°5′9″Ö / 58.05389°N 13.08583°Ö
- Odens flisor Jällby: 58°1′36″N 12°59′37″Ö / 58.02667°N 12.99361°Ö
- Odens flisor Högsrum: 56°45′59″N 16°37′5″Ö / 56.76639°N 16.61806°Ö[3]